# مغامرات ويني الدبدوب
مغامرات ويني الدبدوب هو فيلم مرسوم انتج عام 1977 من قبل شركة والت ديزني، ويترتب الفيلم في الرقم 22 بين كلاسيكيات والت ديزني وأول صدور له كان في مارس 11، 1977. الشخصيات والاحداث مستوحاه من قصص وكتب المؤلف المشهور «أ.أ. مايلن» الذي انتج كتب ويني الدبدوب.

## نبذة
الفيلم يتكون من ثلاث أفلام قصيرة انتجتها والت ديزني مستوحاه من كتب ويني الدبدوب للكاتب أ.أ. مايلن.
وهذه الأفلام القصيرة هي:
- شجرة العسل (1966)
- اليوم العاصف (1968)
- ويني ونمور معا (1974)

مدة عرض الفيلم: 66:14

## جوائز
حاز الفيلم على جائزة الأوسكار* لأفضل فيلم مرسوم وجائزة لأفضل تلحين موسيقي تم اختياره من قبل والت ديزني شخصيا.
وحاز أيضا الفيلم القصير ويني الدبدوب واليوم العاصف على جائزة أفضل فيلم مرسوم قصير عام 1968.

## أغاني الفيلم
- "ويني الدبدوب"
- "فوق، تحت، لحد الأرض"
- "صوصوة بطني"
- "سحابة مليانة"
- "يوم زعابيب"
- "احلى مافي النمور"
- "هلايف ووزويل"
- "المطرة نازلة"
- "يحيا يعيش!"

### الشخصيات
1. ويني الدبدوب: هو بطل الفيلم عادة، وهو دب أصفر اللون سمين وظريف ويحب أكل العسل وصديقه المفضل هو «كريم أمين»
2. فجلة: هو خنزير صغير، لونه وردي وكثير الخوف ويحب أصدقائه خاصتا صديقه الحميم ويني.
3. نمور: وهو نمر نطاط، لونه برتقالي وهو من أحد أكثر الشخصيات نشاطا وحبا للقفز.
4. أرنوب: هو أرنب عصبي وشديد الانفعال، لونه أصفر فاتح وعادة ما يدعي الذكاء كما يفعل صديقه ظاظا أيضا.
5. ظاظا: هو بومة، بني اللون وعادة ما يكون السبب في أغلبية أحداث الفيلم.
6. كانجا: هي أم للطفل روو، هي كنغر حنون، تحب الهدوء والحياكة ولونها بني اللون.
7. روو: هو أبن صغير لكانجا، كنغر بني اللون وصديقه المفضل هو "نمور"، يحب ان يلهوا ويقفز معه طوال الوقت.
8. حوار: هو حمار كئيب، لونه أزرق فاتح.
9. حفار: انه نوع حيوان أمريكي الأصل، لونه رمادي ويعمل بالحفريات، يصعب عليه نطق حرف السين بشكل صحيح حيث يطيل الحرف، لم يظهر كثيرا ببقية أفلام ويني الدبدوب.
10. كريم أمين: هو ولد محب لحيواناته وخصوصا صديقه المفضل ويني الدبدوب، عادة ما يكون محور القصة حيث يبحث أصدقائه عنه بلا ملل أو كلل.
11. الراوي: هو من يقرأ قصة الفيلم بلا أن يظهر في الفيلم (صوت فقط) حيث يخبرنا بأحداث الفيلم ويتحدث مع الشخصيات.

## روابط خارجية
- مغامرات ويني الدبدوب على موقع IMDb (الإنجليزية)
- مغامرات ويني الدبدوب على موقع ميتاكريتيك (الإنجليزية)
- مغامرات ويني الدبدوب على موقع روتن توميتوز (الإنجليزية)
- مغامرات ويني الدبدوب على موقع نتفليكس (الإنجليزية)
- مغامرات ويني الدبدوب على موقع ألو سيني (الفرنسية)
- مغامرات ويني الدبدوب على موقع Turner Classic Movies (الإنجليزية)
- مغامرات ويني الدبدوب على موقع أول موفي (الإنجليزية)
- مغامرات ويني الدبدوب على موقع بوكس أوفيس موجو (الإنجليزية)
- مغامرات ويني الدبدوب على موقع فيلمافينيتي (الإسبانية)
- مغامرات ويني الدبدوب على موقع قاعدة بيانات الأفلام السويدية (السويدية)